# Marvel Hősök
A Marvel Hősök egy stratégiai/fantasy társasjáték 2-4 játékos részére, a Fantasy Flight Games gondozásában, 2006-ból.

## Áttekintés
Minden játékos választ egy 4 fős csapatot a Marvel Comics négy legismertebb csapatai közül. E mellett minden játékos egy másik játékos főellenfelét is irányítja. Ez a 20 szereplő (lásd lejjebb) a játékban igényesen kifesett figurával van jelölve, a többi hős,  bűnöző, és egyéb Marvel-univerzum karakterkártyán jelenik meg. A játék ideje alatt a játékosok Manhattan-ben oldanak meg misztikus rejtélyeket, állítanak meg bűncselekményeket, és győznek le bűnözőket.

## Csapatok
A játékban szereplő négy szuperhős-csapat, és a tagjaik:
Fantasztikus Négyes
- Mr. Fantastic
- Láthatatlan
- Fáklya
- Lény

Főellenség: Doktor Diadal
Marvel Lovagok
- Pókember
- Fenegyerek
- Elektra Natchios
- Dr. Különc

Főellenség: a Aduász
Bosszú Angyalai
- Thor
- Vasember
- Hulk
- Amerika Kapitány

Főellenség: Vörös Koponya
X-Men
- Rozsomák
- Küklopsz
- Vihar
- Jean Grey

Főellenség: Magneto

## Játéktábla
A játéktábla New York. 6 kerületre van osztva, mind különböző színnel jelölve. Ezek a kerületek Upper Manhattan, Central Manhattan, Village, Lower Manhattan, Queens és Brooklyn.
A Körzetek 4 Negyedre vannak osztva.
Manhattan
- Central Harlem
- Morningside Heights
- East Harlem
- Carnegie Hall

Central Manhattan
- Central Park
- Upper Westside
- Upper East Side
- Midtown

The Village
- Hell's Kitchen
- Chelsea
- Greenwich Village
- East Side

Manhattan
- East Village
- Lower East Side
- Tribeca
- Financial District

Queens
- Astoria
- Steinway
- Long Island City
- Sunnyside

Brooklyn
- Greenpoint
- Williamsburg
- Bedford-Stuyvesant
- Brooklyn Heights